# Piogaster maculata
Piogaster maculata là một loài tò vò trong họ Ichneumonidae.